# Pflegeabhängigkeitsskala
Die Pflegeabhängigkeitsskala (PAS) ist ein auf den Modell der 14 Grundbedürfnisse von Virginia Henderson aufgebautes Instrument des Pflegeassessment.

## Geschichte
Das Pflegeassessment wurde 1996 in den Niederlanden von Dijkstra ??? entwickelt und war ursprünglich für die Einschätzung der Pflegebedürftigkeit von psychogeriatrischen Menschen in Langzeitpflegeeinrichtungen konzipiert. Inzwischen wurde es in 12 Sprachen übersetzt und auf unterschiedliche Anwendungsbereiche und Pflegesettings angepasst.

## Beschreibung
Durch seine Ausrichtung auf die systemische Einschätzung der Pflegeabhängigkeit ist das PAS als Überblicksinstrument geeignet und kann die Grundlage für weitere Assessmentinstrumente bieten. Den pflegetheoretischen Rahmen bildet die Definition der Pflegeabhängigkeit als Hilfebedarf zur Minimierung des Selbstpflegedefizits, welches in verschiedenen Bereichen auftreten kann. Die Aufgabe der Pflegekraft ist es in diesem Bereich festzustellen, was der Gepflegte kann und wo er Hilfe benötigt.
Zu diesem Zweck ist die Skala in Abschnitte aufgeteilt, in denen Punkte verteilt werden. Die Ausprägung der Skala erstreckt sich von völlig pflegeabhängig (1) bis völlig pflegeunabhängig (5). Je weniger Punkte erreicht werden, desto höher ist die Abhängigkeit von der Pflege. Das PAS sollte insbesondere im ersten Schritt des Pflegeprozesses stattfinden, der Informationssammlung und der Pflegediagnose. Schulungen für die korrekte Anwendung werden als hilfreich empfohlen.